# Physiphora clausa
Physiphora clausa är en tvåvingeart som först beskrevs av Macquart 1843.  Physiphora clausa ingår i släktet Physiphora och familjen fläckflugor. Inga underarter finns listade i Catalogue of Life.